# Stuart N. Lake
Stuart N. Lake (Rome, 23 settembre 1889 – San Diego, 27 gennaio 1964) è stato uno scrittore statunitense, noto soprattutto per aver creato la leggenda dello sceriffo del Selvaggio West Wyatt Earp con la sua biografia Wyatt Earp, frontier marshal (1931), primo scritto biografico autorizzato di Wyatt Earp. Il libro ha ispirato numerosi film western (tra i quali Sfida infernale di John Ford e Sfida all'O.K. Corral di John Sturges) e la serie televisiva Le leggendarie imprese di Wyatt Earp del 1955-1961.

## Opere
- Stuart Lake, Wyatt Earp, frontier marshal, 1931. Prima biografia autorizzata di Wyatt Earp, basata su di un'intervista rilasciata a Lake da Earp nel 1928. Il volume raccoglie anche i testi dell'autobiografia che Earp dettò nel 1926 a John H. Flood. Il libro fu pubblicato in Italia nel 1976 con il titolo Lo sceriffo di ferro da Longanesi & C. Milano, presentazione di Tullio Kezich, traduzione di Tullio Dobner.